# Agraff (kirurgi)
För andra betydelser, se Agraff (olika betydelser).

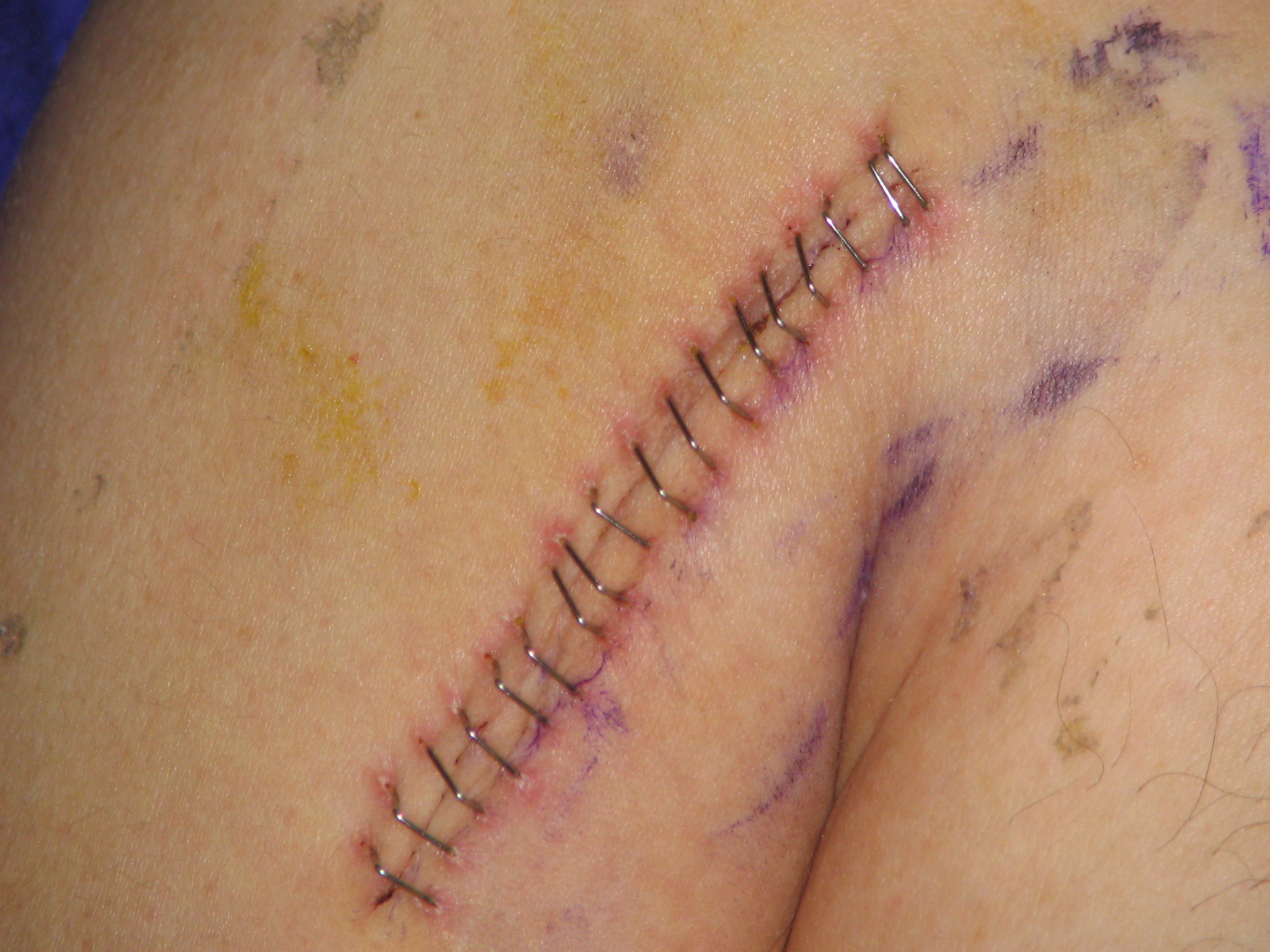
Agraffer.

Agraff är en hudklämma som används för att tillsluta ett operationssår.